# Tachibana Riko
Riko Tachibana (立花 里子/立花 製作者, Tachibana Riko/Tachibana Seisakusha) hay Satoko Tachibana là một nữ diễn viên điện ảnh khiêu dâm nổi tiếng của Nhật Bản. Cô sinh ngày 10 tháng 11 năm 1984 tại Tokyo, Nhật Bản. Đặc biệt cô có chiều cao hơn so với chiều cao trung bình của một phụ nữ Nhật Bản, Tachibana ra mắt vào năm 2003 và xuất hiện trong một số bộ phim thể hiện tầm vóc cao của cô. Tachibana là nữ diễn viên chính của hơn 200 bộ phim khiêu dâm trong suốt sự nghiệp kéo dài 4 năm. Năm 2007, tại Giải thưởng phát sóng dành cho người lớn (日本アダルト放送大賞 2007) cô được trao giải Xuất hiện nhiều nhất trong các video người lớn. Nữ diễn viên từ giã sự nghiệp vào tháng 3 năm 2008.

## Tiểu sử và sự nghiệp
Riko Tachibana sinh ra ở Tokyo ngày 10 tháng 11 năm 1984. Các quảng cáo từ khi bắt đầu sự nghiệp của cô nói rằng cô cao 1,70 mét. Trên thực tế, đó là ảnh sau khi chỉnh sửa, chiều cao thực tế của cô là 1,68 mét, nhưng vẫn cao hơn mức trung bình của nữ giới Nhật Bản. Cô từng rất tự ti về chiều cao của mình và cho rằng đàn ông thích phụ nữ có thân hình nhỏ. Sự tự ti của cô bắt đầu biến mất khi cô nhận thấy rằng nhiều đàn ông bị thu hút bởi vóc dáng của cô. Giống như nhiều nữ diễn viên đóng phim khiêu dâm, Tachibana được phát hiện bởi một tuyển trạch viên tài năng ở Shinjuku, Tokyo.
Cô bắt đầu tham gia ngành công nghiệp phim khiêu dâm vào năm 2003. Cô tham gia lần đầu tiên trong bộ phim Women Taller Than 170 cm phát hành vào tháng 11 năm 2003 với nhãn Hibino. Cô ấy đã chứng minh cho cơn sốt sau đó với các nữ diễn viên có chiều cao. Vóc dáng cao ráo của Tachibana giúp cô chinh phục được vai nữ chính trong tập 3 của bộ phim xuất bản tháng 5/2004. Trong một cuộc phỏng vấn khi bộ phim được phát hành, đạo diễn phim Akinori, nói: "Bạn không biết việc tìm được những nữ diễn viên cao khó thế nào... nhu cầu quá lớn để lấp đầy".
Sự nổi tiếng của Tachibana ngày càng tăng, cô có biệt danh Riko-pin (リ コ ぴ ん). Cô thể hiện nhiều chủ đề và vai diễn khác nhau, Tachibana tuyên bố rằng các vai diễn yêu thích của cô là "chị đại" và "phụ nữ hư hỏng".

## Giải thưởng
Trong bốn năm sự nghiệp diễn xuất phim khiêu dâm, Tachibana đã đảm nhận vai diễn trong hơn 200 bộ phim. Đây là một con số đáng kể khi xem xét mức trung bình của nữ diễn viên khiêu dâm có từ năm đến mười video cho toàn bộ sự nghiệp của họ. Trung bình trong sự nghiệp mỗi tuần đóng một bộ phim, vì vậy cô được mệnh danh "gái điếm khỏe nhất lịch sử". Như một phần thưởng cho sự nghiệp, cô đã được trao Giải thưởng Số lần xuất hiện quan trọng nhất tại Chương trình truyền hình Nhật Bản dành cho phim người lớn. Khi lên nhận giải, Tachibana đã gây ấn tượng với khán giả khi kéo váy lên và khuỵu chân xuống. Cô hứa sẽ tiếp tục hoạt động trong ngành công nghiệp phim khiêu dâm, cô nói rằng: "Tôi vẫn muốn làm cho người khác có cực khoái. Đối với tôi cũng vậy. Tại sao chúng ta không cực khoái cùng nhau một lần nữa?".
Tachibana thể hiện vai diễn "người đàn bà hư hỏng" yêu thích của mình lần cuối cùng trong video chia tay được xuất bản dưới nhãn hiệu Real Works vào tháng 3 năm 2008.